# قمری زمینی بزرگ

قمری زمینی بزرگ (نام علمی: Pampusana nui) یک گونه منقرض‌شده از پرندگان خانواده کبوتران (Columbidae) است. این گونه در مانگایا در جزایر کوک جنوبی، و در پلی‌نزی فرانسه یافت شد، جایی که استخوان‌های زیرفسیلی بین ۱۰۰۰ تا ۲۰۰۰ سال در ماکیز و همچنین بین ۷۵۰ تا ۱۲۵۰ سال در پایگاه اشغال اوایل Faahia در هواهین در جزایر انجمن یافت شده است.